# Mohnpielen

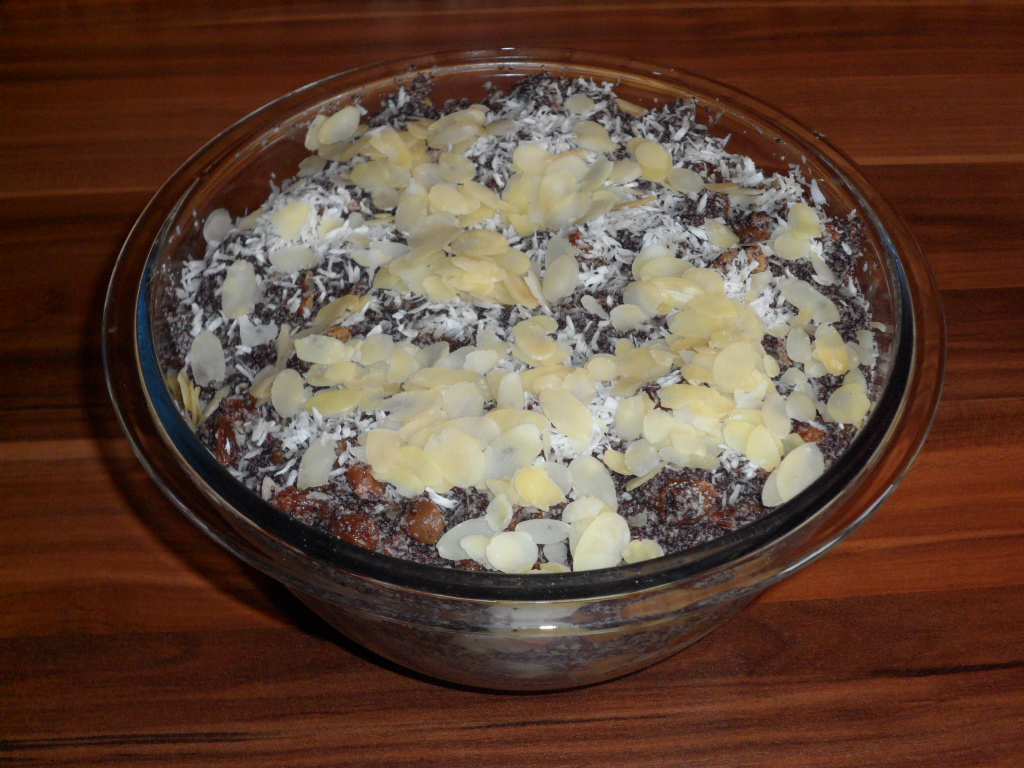
Schlesische Mohnklöße
(Mohkließla)

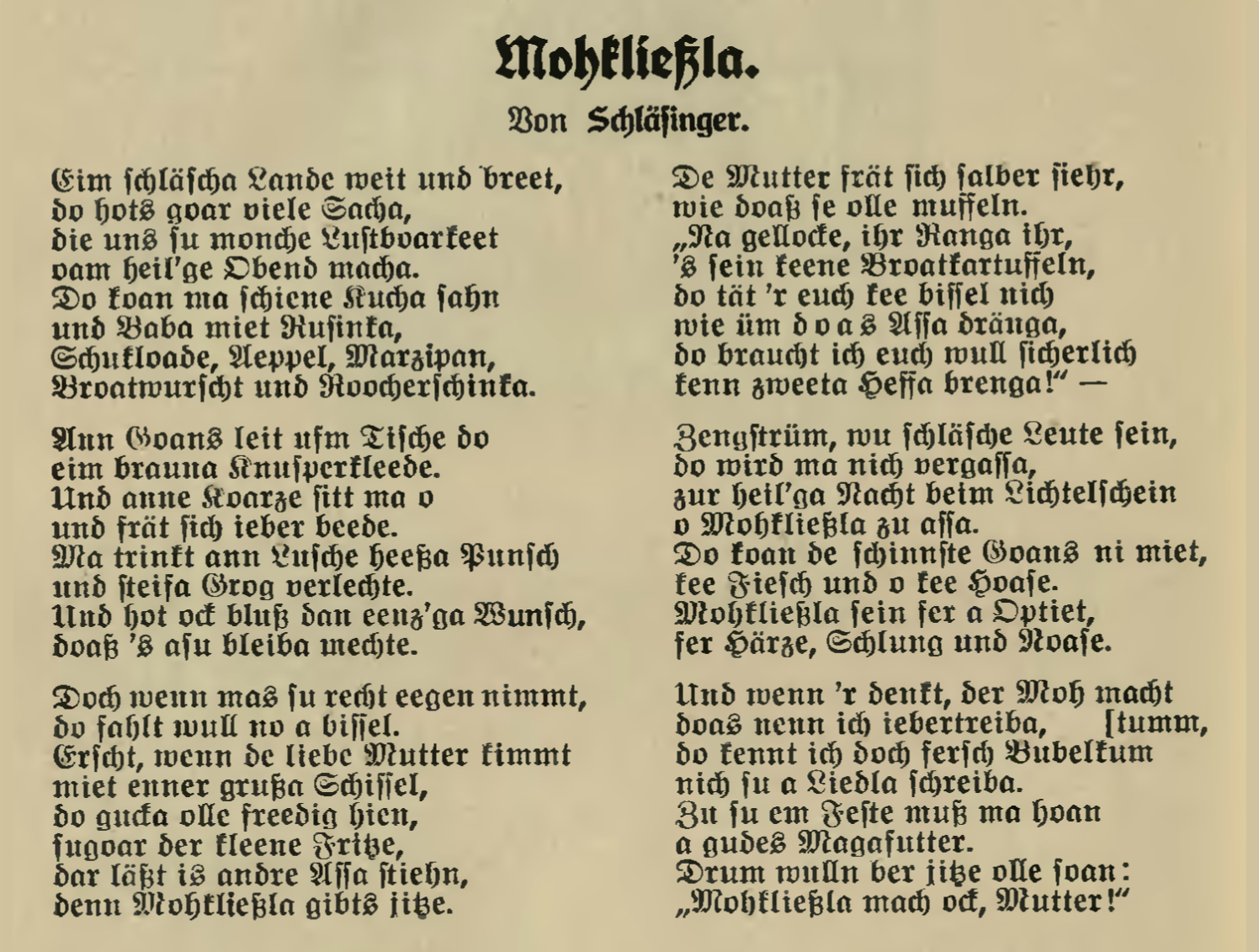
"Mohkließla" – Gedicht in schlesischer Mundart

Mohnpielen (in Schlesien als Mohnklöße bekannt, im schlesischen Dialekt Mohkließla, Mohnkließla bzw. Mookließla, schlonsakisch Makōwka [makufka]) sind ein Gericht aus der deutschen Küche einschließlich der schlesischen Küche.

## Zubereitung
Für die Zubereitung der Mohnpielen wird Mohnsaat gewaschen und gebrüht. Danach wird er gemahlen und mit kalter Milch vermengt. Weißbrot oder süße Brötchen, wie Kuchen- oder Milchbrötchen, werden danach in Würfel geschnitten und mit Milch getränkt. Dann werden beide Massen vermengt und mit typischen Weihnachtszutaten wie Rosinen, Korinthen und Mandeln vermischt. Je nach Geschmack werden die Pielen dann mit Zucker, Honig oder Sirup gesüßt.
Bei einer anderen Variante wird gemahlener Mohn in heißer Milch zum Quellen gebracht, mit Zucker und Bittermandel aromatisiert und dann mit den übrigen Zutaten vermengt. Die Brötchen werden mit Läuterzucker getränkt und danach abwechselnd mit der Mohnmasse in eine Schale eingefüllt.
Typische Anrichteform ist in einer Glasschale, frisch mit Zucker und Zimt bestreut.

### Mákos Guba
Ein ähnliches Gericht gibt es auch als Mákos Guba in der ungarischen Küche. Bei der Zubereitung werden Scheiben von Kifli (Kipferl) in Milch eingeweicht, dann mit gebrühtem Mohn und Puderzucker bestreut. Zuweilen wird das Gericht anschließend überbacken. Dazu wird Preiselbeer-, Orangen-, Aprikosenmarmelade oder Honig gegeben. Mitunter wird Vanillesauce zu den Guba serviert.

## Brauchtum
Die Mohnpielen bildeten ein typisches Gericht besonders zu Heiligabend, auch an Silvester. In älteren Literaturquellen wird der Grund, warum ein Teil immer in der Schüssel zurückbleibt, beschrieben. Das Essen von körnerreicher Speise geht auf alten germanischen vorchristlichen Brauch in den Rauhnächten zurück, wobei der Restteil je nach der deutschen Gegend für Frau Holde, die auch Goden, Frau Perchta etc. genannt wird, zurückgestellt wird.
Auch die Siebenbürger Sachsen im heutigen Rumänien praktizieren den Brauch, einen Teil für Frau Holde zurückzuhalten.

## Rezeption
Literarische Erwähnung finden die Mohnpielen in Theodor Fontanes Roman Vor dem Sturm oder in Julius Stindes Familie Buchholz, wo die Mohnpielen als erster Gang des Silvesteressens serviert werden. Theobald Rehbaum bezeichnet sie in seinen Lebenserinnerungen als Berliner Nationalgericht.